# Apharitis epargyros
Apharitis epargyros är en fjärilsart som beskrevs av Eduard Friedrich Eversmann 1854. Apharitis epargyros ingår i släktet Apharitis och familjen juvelvingar. Inga underarter finns listade i Catalogue of Life.